# Одиозное число
Одиозное число — неотрицательное целое число с нечётным весом Хэмминга при записи в двоичной системе счисления (то есть с нечётным числом единиц в двоичной записи).
Первые одиозные числа:
1, 2, 4, 7, 8, 11, 13, 14, 16, 19, 21, 22, 25, 26, 28, 31, 32, 35, 37, 38 …
Числа, которые не являются одиозными, называются злыми числами, то есть не существует натурального числа, которое не было бы ни злым, ни одиозным.
Конвеем обнаружено, что на позициях последовательности Морса — Туэ, соответствующих одиозным числам, располагаются единицы.